# USA:s flygbombningar av Libyen 1986
USA:s flygbombningar av Libyen 1986, kodnamn Operation El Dorado Canyon, innebar att USA den 15 april 1986 med sitt flygvapen, sin flotta och sin marinkår från luften attackera Libyen. Officiellt var attacken ett svar på diskoteksbombningen i Västberlin 1986.[källa behövs]
Libyen svarade med att avlossa två Scudmissiler mot en amerikansk kustbevakningsstation utanför den italienska ön Lampedusa, en missil passerade över ön och landade i havet.